# Rattus everetti
Rattus everetti es una especie de roedor de la familia Muridae.
Se encuentra sólo en las Filipinas.  